# Site archéologique de Malagne
Le site archéologique de Malagne, connu aussi comme archéoparc de Rochefort, situé dans la section de Jemelle à Rochefort en Belgique, est un site classé comprenant les ruines d'une villa gallo-romaine et de ses dépendances.

## Situation
Le site se trouve au no 85 de la rue du Coirbois, au lieu-dit Neufchâteau/Malagne, à environ 1 500 m au nord-est du centre de Rochefort en direction de Jemelle sur un sommet (altitude de 239 m), dans un environnement de prairies entourées de bois, à la limite de la Famenne et de la Calestienne. La Lomme coule à un peu plus de 500 mètres au sud de la villa gallo-romaine.

## Historique des fouilles
Vers 1890, la société archéologique de Namur sous la direction de Jean-Jacques Godelaine a mis au jour un imposant corps de logis d'une villa gallo-romaine en activité durant les quatre premiers siècles de notre ère ainsi que quatre bâtiments annexes. Entre 1992 et 1997, de nouvelles fouilles ont été entreprises par les archéologues de la Région wallonne et de nouvelles données sont venues compléter les découvertes anciennes.

## Site

### La villa gallo-romaine
Le bâtiment principal de la villa d'axe principal nord-ouest - sud-est a une longueur d'environ 95 m sur une largeur d'environ 20 m, soit une superficie approximative au sol de 1 900 m2, et a été construit en plusieurs étapes du Ier siècle au IIIe siècle (incendie) en pierre calcaire. Ce bâtiment montrant une succession de grandes salles d’habitation est longé de galeries à l'est et à l'ouest et flanqué d'une installation thermale au sud.

### Les dépendances
Cinq bâtiments annexes (dépendances) s’ajoutent au bâtiment principal sur une superficie de plus de 3 ha. L’un d’entre eux a servi de forge durant pratiquement toute la durée d’occupation du site.

### L'archéoparc
L’expérimentation archéologique et la reconstitution de plusieurs structures contribuent à faire de l'archéoparc un espace d’animation afin de donner au public une idée de l’importance de cette exploitation agricole gallo-romaine. Le bâtiment dit « Epona » reconstitue grange et étable dans ses fonctions réelles et le bâtiment baptisé « Vulcain » abrite une forge en activité. L'archéoparc se visite d'avril à octobre inclus.

## Classement
L'ensemble formé par les vestiges de la villa romaine dite "de Malagne" ou "Neufchâteau" et de ses dépendances ainsi que des terres de pierrailles appelés marchets, situés près de la villa sont repris sur la liste du patrimoine immobilier classé de Rochefort depuis le 30 septembre 1981 et les vestiges du corps de logis de la villa gallo-romaine de la Malagne depuis le 13 janvier 1999.